# Olympische Sommerspiele 2024/Basketball/Qualifikation
Dieser Artikel beschreibt die Qualifikation für die Basketballturniere bei den Olympischen Sommerspielen 2024 in Paris.

## Qualifikationsverfahren
Qualifiziert für das olympische Männerturnier haben sich die sieben Mannschaften, die bei der Weltmeisterschaft 2023 als erfolgreichste ihres Kontinents (entsprechen den FIBA Zonen) abgeschnitten haben. Aus Europa und Amerika waren dies jeweils die zwei besten, aus Afrika, Asien und Ozeanien jeweils das beste Team. Frankreich war als Gastgeber automatisch qualifiziert. Die restlichen Startplätze wurden im Juli 2024 in vier Qualifikationsturnieren vergeben, bei denen sich die Turniersieger für die Olympischen Spiele qualifizierten. An diesen Turnieren nahmen jeweils sechs Mannschaften teil. Eingeladen wurden die 16 besten Mannschaften der Weltmeisterschaft 2023, die sich noch nicht direkt für das olympische Turnier qualifiziert hatten. Hinzu kommen je zwei Mannschaften aus den FIBA Zonen, wobei Asien und Ozeanien zusammen betrachtet werden. Berücksichtigt wurden dabei die in der Weltrangliste nach der Weltmeisterschaft 2019 am besten platzierten Mannschaften, die sich nicht direkt für die Qualifikationsturniere oder die Olympischen Spiele qualifizieren konnten.
Bei den Frauen qualifizierte sich der Sieger der Weltmeisterschaft 2022. Zudem erhielten zehn Mannschaften der vier Qualifikationsturniere eine Teilnahmeberechtigung. Des Weiteren stand der französischen Delegation wie bei den Männern noch ein Quotenplatz zu.
Im 3×3-Basketball qualifizierten sich sowohl bei den Männern als auch bei den Frauen die jeweils drei besten Mannschaften der FIBA-Weltrangliste. Insgesamt fünf weitere Nationen qualifizierten sich über die olympischen Qualifikationsturniere 2024.

## Übersicht
| Nation             | Basketball | Basketball | 3×3-Basketball | 3×3-Basketball | Quotenplätze |
| Nation             | Männer     | Frauen     | Männer         | Frauen         | Quotenplätze |
| ------------------ | ---------- | ---------- | -------------- | -------------- | ------------ |
| Aserbaidschan      |            |            |                | X              | 1            |
| Australien         | X          | X          |                | X              | 3            |
| Belgien            |            | X          |                |                | 1            |
| Brasilien          | X          |            |                |                | 1            |
| China              |            | X          | X              | X              | 3            |
| Deutschland        | X          | X          |                | X              | 3            |
| Frankreich         | X          | X          | X              | X              | 4            |
| Griechenland       | X          |            |                |                | 1            |
| Japan              | X          | X          |                |                | 2            |
| Kanada             | X          | X          |                | X              | 3            |
| Lettland           |            |            | X              |                | 1            |
| Litauen            |            |            | X              |                | 1            |
| Niederlande        |            |            | X              |                | 1            |
| Nigeria            |            | X          |                |                | 1            |
| Polen              |            |            | X              |                | 1            |
| Puerto Rico        | X          | X          |                |                | 2            |
| Serbien            | X          | X          | X              |                | 3            |
| Spanien            | X          | X          |                | X              | 3            |
| Südsudan           | X          |            |                |                | 1            |
| Vereinigte Staaten | X          | X          | X              | X              | 4            |
| Gesamt: 20 NOKs    | 12         | 12         | 8              | 8              | 40           |

## Basketball

### Männer
| Qualifikationswettbewerb       | Qualifikationswettbewerb       | Datum                           | Gastgeber                    | Plätze | Qualifizierte Teams |
| ------------------------------ | ------------------------------ | ------------------------------- | ---------------------------- | ------ | ------------------- |
| Gastgeber                      | Gastgeber                      | —                               | —                            | 1      | Frankreich          |
| Weltmeisterschaft 2023         | Afrika                         | 25. August – 10. September 2023 | Indonesien Philippinen Japan | 1      | Südsudan            |
| Weltmeisterschaft 2023         | Amerika                        | 25. August – 10. September 2023 | Indonesien Philippinen Japan | 2      | Vereinigte Staaten  |
| Weltmeisterschaft 2023         | Amerika                        | 25. August – 10. September 2023 | Indonesien Philippinen Japan | 2      | Kanada              |
| Weltmeisterschaft 2023         | Asien                          | 25. August – 10. September 2023 | Indonesien Philippinen Japan | 1      | Japan               |
| Weltmeisterschaft 2023         | Europa                         | 25. August – 10. September 2023 | Indonesien Philippinen Japan | 2      | Deutschland         |
| Weltmeisterschaft 2023         | Europa                         | 25. August – 10. September 2023 | Indonesien Philippinen Japan | 2      | Serbien             |
| Weltmeisterschaft 2023         | Ozeanien                       | 25. August – 10. September 2023 | Indonesien Philippinen Japan | 1      | Australien          |
| Olympia-Qualifikationsturniere | Olympia-Qualifikationsturniere | 2. – 7. Juli 2024               | Valencia                     | 1      | Spanien             |
| Olympia-Qualifikationsturniere | Olympia-Qualifikationsturniere | 2. – 7. Juli 2024               | Riga                         | 1      | Brasilien           |
| Olympia-Qualifikationsturniere | Olympia-Qualifikationsturniere | 2. – 7. Juli 2024               | Piräus                       | 1      | Griechenland        |
| Olympia-Qualifikationsturniere | Olympia-Qualifikationsturniere | 2. – 7. Juli 2024               | San Juan                     | 1      | Puerto Rico         |
| Gesamt                         | Gesamt                         | Gesamt                          | Gesamt                       | 12     | 12                  |

#### Weltmeisterschaft 2023
Insgesamt sieben Startplätze wurden bei Basketball-Weltmeisterschaft 2023 an Mannschaften von allen Kontinenten, gemäß deren Abschneiden im Turnier, vergeben. Weitere Mannschaften haben einen Startplatz bei einem der vier Olympiaqualifikationsturniere erhalten.
|  | Qualifiziert für die Olympischen Sommerspiele 2024                 |
|  | Für eines der vier olympischen Qualifikationsturniere qualifiziert |
|  | Als Gastgeber für die Olympischen Sommerspiele 2024 qualifiziert   |

| #  | FIBA Afrika (1 von 5 Mannschaften) | FIBA Afrika (1 von 5 Mannschaften) | FIBA Amerika (2 von 7 Mannschaften) | FIBA Amerika (2 von 7 Mannschaften) | FIBA Asien (1 von 6 Mannschaften) | FIBA Asien (1 von 6 Mannschaften) | FIBA Europa (2 von 12 Mannschaften) | FIBA Europa (2 von 12 Mannschaften) | FIBA Ozeanien (1 von 2 Mannschaften) | FIBA Ozeanien (1 von 2 Mannschaften) |
| #  | Nation                             | S–N                                | Nation                              | S–N                                 | Nation                            | S–N                               | Nation                              | S–N                                 | Nation                               | S–N                                  |
| -- | ---------------------------------- | ---------------------------------- | ----------------------------------- | ----------------------------------- | --------------------------------- | --------------------------------- | ----------------------------------- | ----------------------------------- | ------------------------------------ | ------------------------------------ |
| 1  | Südsudan                           | 3–2                                | Kanada                              | 6–2                                 | Japan                             | 3–2                               | Deutschland                         | 8–0                                 | Australien                           | 3–2                                  |
| 2  | Ägypten                            | 2–3                                | Vereinigte Staaten                  | 5–3                                 | Libanon                           | 2–3                               | Serbien                             | 6–2                                 | Neuseeland                           | 2–3                                  |
| 3  | Angola                             | 1–4                                | Puerto Rico                         | 3–2                                 | Philippinen                       | 1–4                               | Lettland                            | 6–2                                 |                                      |                                      |
| 4  | Elfenbeinküste                     | 1–4                                | Brasilien                           | 3–2                                 | China                             | 1–4                               | Litauen                             | 6–2                                 |                                      |                                      |
| 5  | Kap Verde                          | 1–4                                | Dom. Republik                       | 3–2                                 | Iran                              | 0–5                               | Slowenien                           | 5–3                                 |                                      |                                      |
| 6  |                                    |                                    | Mexiko                              | 2–3                                 | Jordanien                         | 0–5                               | Italien                             | 4–4                                 |                                      |                                      |
| 7  | Venezuela                          | 0–5                                |                                     |                                     | Spanien                           | 3–2                               |                                     |                                     |                                      |                                      |
| 8  |                                    |                                    | Montenegro                          | 3–2                                 |                                   |                                   |                                     |                                     |                                      |                                      |
| 9  | Griechenland                       | 2–3                                |                                     |                                     |                                   |                                   |                                     |                                     |                                      |                                      |
| 10 | Georgien                           | 2–3                                |                                     |                                     |                                   |                                   |                                     |                                     |                                      |                                      |
| 11 | Frankreich                         | 3–2                                |                                     |                                     |                                   |                                   |                                     |                                     |                                      |                                      |
| 12 | Finnland                           | 2–3                                |                                     |                                     |                                   |                                   |                                     |                                     |                                      |                                      |

#### Olympische Qualifikationsturniere
Die zweite Möglichkeit zur Qualifikation für Paris boten vier Qualifikationsturniere vom 2. bis 7. Juli 2024. An diesen Turnieren nahmen die 16 besten Nationen der Weltmeisterschaft 2023, die sich noch nicht qualifiziert hatten, teil. Außerdem nahmen die bestplatzierten Nationen in der FIBA-Weltrangliste aus Afrika, Amerika und Asien/Ozeanien teil. Des Weiteren durften die Sieger von fünf Vorqualifikationsturnieren der jeweiligen Kontinentalverbände teilnehmen (Bahamas, Bahrain, Kamerun, Kroatien und Polen).
Der jeweilige Turniersieger qualifizierte sich für die Olympischen Spiele in Paris.

#### Valencia, Spanien

##### Gruppe A
| Platz | Team    | S | G | V | Körbe   | Punkte | Diff. |
| ----- | ------- | - | - | - | ------- | ------ | ----- |
| 1     | Spanien | 2 | 2 | 0 | 193:140 | 4      | +53   |
| 2     | Libanon | 2 | 1 | 1 | 133:174 | 3      | −41   |
| 3     | Angola  | 2 | 0 | 2 | 151:163 | 2      | −12   |

| Datum            | Team 1  | Team 2  | 1. Q. | 2. Q. | 3. Q. | 4. Q. | Verl. | Ergebnis |
| ---------------- | ------- | ------- | ----- | ----- | ----- | ----- | ----- | -------- |
| Di. 2. Juli 2024 | Libanon | Spanien | 18:24 | 13:27 | 13:27 | 15:26 | —     | 59:104   |
| Mi. 3. Juli 2024 | Spanien | Angola  | 22:17 | 24:26 | 22:16 | 21:22 | —     | 89:81    |
| Do. 4. Juli 2024 | Angola  | Libanon | 13:19 | 11:16 | 21:9  | 25:30 | —     | 70:74    |

##### Gruppe B
| Platz | Team     | S | G | V | Körbe   | Punkte | Diff. |
| ----- | -------- | - | - | - | ------- | ------ | ----- |
| 1     | Bahamas  | 2 | 2 | 0 | 186:166 | 4      | +20   |
| 2     | Finnland | 2 | 1 | 1 | 174:184 | 3      | −10   |
| 3     | Polen    | 2 | 0 | 2 | 169:179 | 2      | −10   |

| Datum            | Team 1   | Team 2   | 1. Q. | 2. Q. | 3. Q. | 4. Q. | Verl. | Ergebnis |
| ---------------- | -------- | -------- | ----- | ----- | ----- | ----- | ----- | -------- |
| Di. 2. Juli 2024 | Finnland | Bahamas  | 26:27 | 28:20 | 13:26 | 18:23 | —     | 85:96    |
| Mi. 3. Juli 2024 | Bahamas  | Polen    | 30:20 | 20:18 | 23:21 | 17:22 | —     | 90:81    |
| Do. 4. Juli 2024 | Polen    | Finnland | 24:24 | 23:14 | 24:22 | 17:29 | —     | 88:89    |

##### Finalrunde
|  | Halbfinale   | Halbfinale   |         |         | Finale       | Finale       |
|  |              |              |         |         |              |              |
|  | 6. Juli 2024 |              |         |         |              |              |
|  | Bahamas      | 89           |         |         |              |              |
|  | Libanon      | 72           |         |         | 7. Juli 2024 | 7. Juli 2024 |
|  |              |              | Bahamas | 78      |              |              |
|  | 6. Juli 2024 | 6. Juli 2024 |         | Spanien | 86           |              |
|  | Finnland     | 74           |         |         |              |              |
|  | Spanien      | 81           |         |         |              |              |
|  |              |              |         |         |              |              |

#### San Juan, Puerto Rico

##### Gruppe A
| Platz | Team           | S | G | V | Körbe   | Punkte | Diff. |
| ----- | -------------- | - | - | - | ------- | ------ | ----- |
| 1     | Litauen        | 2 | 2 | 0 | 193:177 | 4      | +16   |
| 2     | Mexiko         | 2 | 1 | 1 | 176:177 | 3      | −1    |
| 3     | Elfenbeinküste | 2 | 0 | 2 | 174:189 | 2      | −15   |

| Datum            | Team 1         | Team 2         | 1. Q. | 2. Q. | 3. Q. | 4. Q. | Verl. | Ergebnis |
| ---------------- | -------------- | -------------- | ----- | ----- | ----- | ----- | ----- | -------- |
| Di. 2. Juli 2024 | Mexiko         | Litauen        | 26:29 | 18:20 | 17:34 | 23:13 | —     | 84:96    |
| Mi. 3. Juli 2024 | Litauen        | Elfenbeinküste | 24:18 | 23:24 | 18:30 | 32:21 | —     | 97:93    |
| Do. 4. Juli 2024 | Elfenbeinküste | Mexiko         | 25:22 | 21:22 | 23:24 | 12:24 | —     | 81:92    |

##### Gruppe B
| Platz | Team        | S | G | V | Körbe   | Punkte | Diff. |
| ----- | ----------- | - | - | - | ------- | ------ | ----- |
| 1     | Puerto Rico | 2 | 2 | 0 | 179:125 | 4      | +54   |
| 2     | Italien     | 2 | 1 | 1 | 183:133 | 3      | +50   |
| 3     | Bahrain     | 2 | 0 | 2 | 109:213 | 2      | −104  |

| Datum            | Team 1      | Team 2      | 1. Q. | 2. Q. | 3. Q. | 4. Q. | Verl. | Ergebnis |
| ---------------- | ----------- | ----------- | ----- | ----- | ----- | ----- | ----- | -------- |
| Di. 2. Juli 2024 | Italien     | Bahrain     | 19:9  | 28:16 | 29:17 | 38:11 | —     | 114:53   |
| Mi. 3. Juli 2024 | Bahrain     | Puerto Rico | 4:19  | 15:20 | 23:31 | 14:29 | —     | 56:99    |
| Do. 4. Juli 2024 | Puerto Rico | Italien     | 15:14 | 20:26 | 22:17 | 23:12 | —     | 80:69    |

##### Finalrunde
|  | Halbfinale   | Halbfinale   |             |         | Finale       | Finale       |
|  |              |              |             |         |              |              |
|  | 6. Juli 2024 |              |             |         |              |              |
|  | Puerto Rico  | 98           |             |         |              |              |
|  | Mexiko       | 78           |             |         | 7. Juni 2024 | 7. Juni 2024 |
|  |              |              | Puerto Rico | 79      |              |              |
|  | 6. Juli 2024 | 6. Juli 2024 |             | Litauen | 68           |              |
|  | Italien      | 64           |             |         |              |              |
|  | Litauen      | 88           |             |         |              |              |
|  |              |              |             |         |              |              |

#### Riga, Lettland

##### Gruppe A
| Platz | Team        | S | G | V | Körbe   | Punkte | Diff. |
| ----- | ----------- | - | - | - | ------- | ------ | ----- |
| 1     | Lettland    | 2 | 1 | 1 | 163:144 | 3      | +19   |
| 2     | Philippinen | 2 | 1 | 1 | 183:176 | 3      | +7    |
| 3     | Georgien    | 2 | 1 | 1 | 151:177 | 3      | −26   |

| Datum            | Team 1      | Team 2      | 1. Q. | 2. Q. | 3. Q. | 4. Q. | Verl. | Ergebnis |
| ---------------- | ----------- | ----------- | ----- | ----- | ----- | ----- | ----- | -------- |
| Di. 2. Juli 2024 | Georgien    | Lettland    | 13:17 | 11:28 | 17:13 | 14:25 | —     | 55:83    |
| Mi. 3. Juli 2024 | Lettland    | Philippinen | 16:32 | 22:22 | 18:23 | 24:12 | —     | 80:89    |
| Do. 4. Juli 2024 | Philippinen | Georgien    | 17:28 | 26:27 | 31:19 | 20:22 | —     | 94:96    |

##### Gruppe B
| Platz | Team       | S | G | V | Körbe   | Punkte | Diff. |
| ----- | ---------- | - | - | - | ------- | ------ | ----- |
| 1     | Brasilien  | 2 | 1 | 1 | 155:149 | 3      | +6    |
| 2     | Kamerun    | 2 | 1 | 1 | 143:144 | 3      | −1    |
| 3     | Montenegro | 2 | 1 | 1 | 142:147 | 3      | −5    |

| Datum            | Team 1     | Team 2     | 1. Q. | 2. Q. | 3. Q. | 4. Q. | Verl. | Ergebnis |
| ---------------- | ---------- | ---------- | ----- | ----- | ----- | ----- | ----- | -------- |
| Di. 2. Juli 2024 | Brasilien  | Montenegro | 15:23 | 21:19 | 16:14 | 29:16 | —     | 81:72    |
| Mi. 3. Juli 2024 | Montenegro | Kamerun    | 16:13 | 13:19 | 20:10 | 21:24 | —     | 70:66    |
| Do. 4. Juli 2024 | Kamerun    | Brasilien  | 29:27 | 27:12 | 12:16 | 9:19  | —     | 77:74    |

##### Finalrunde
|  | Halbfinale   | Halbfinale   |           |          | Finale       | Finale       |
|  |              |              |           |          |              |              |
|  | 6. Juli 2024 |              |           |          |              |              |
|  | Brasilien    | 71           |           |          |              |              |
|  | Philippinen  | 60           |           |          | 7. Juni 2024 | 7. Juni 2024 |
|  |              |              | Brasilien | 94       |              |              |
|  | 6. Juli 2024 | 6. Juli 2024 |           | Lettland | 69           |              |
|  | Kamerun      | 59           |           |          |              |              |
|  | Lettland     | 72           |           |          |              |              |
|  |              |              |           |          |              |              |

#### Piräus, Griechenland

##### Gruppe A
| Platz | Team       | S | G | V | Körbe   | Punkte | Diff. |
| ----- | ---------- | - | - | - | ------- | ------ | ----- |
| 1     | Kroatien   | 2 | 1 | 1 | 194:182 | 3      | +12   |
| 2     | Slowenien  | 2 | 1 | 1 | 196:186 | 3      | +10   |
| 3     | Neuseeland | 2 | 1 | 1 | 168:190 | 3      | −22   |

| Datum            | Team 1     | Team 2     | 1. Q. | 2. Q. | 3. Q. | 4. Q. | Verl. | Ergebnis |
| ---------------- | ---------- | ---------- | ----- | ----- | ----- | ----- | ----- | -------- |
| Di. 2. Juli 2024 | Slowenien  | Kroatien   | 16:31 | 25:23 | 27:39 | 24:15 | —     | 92:108   |
| Mi. 3. Juli 2024 | Kroatien   | Neuseeland | 29:28 | 31:27 | 19:19 | 7:16  | —     | 86:90    |
| Do. 4. Juli 2024 | Neuseeland | Slowenien  | 9:27  | 30:19 | 18:31 | 21:27 | —     | 78:104   |

##### Gruppe B
| Platz | Team          | S | G | V | Körbe   | Punkte | Diff. |
| ----- | ------------- | - | - | - | ------- | ------ | ----- |
| 1     | Griechenland  | 2 | 2 | 0 | 202:153 | 4      | +49   |
| 2     | Dom. Republik | 2 | 1 | 1 | 172:186 | 3      | −14   |
| 3     | Ägypten       | 2 | 0 | 2 | 148:183 | 2      | −35   |

| Datum            | Team 1                  | Team 2                  | 1. Q. | 2. Q. | 3. Q. | 4. Q. | Verl. | Ergebnis |
| ---------------- | ----------------------- | ----------------------- | ----- | ----- | ----- | ----- | ----- | -------- |
| Di. 2. Juli 2024 | Ägypten                 | Dominikanische Republik | 22:16 | 9:27  | 17:25 | 29:22 | —     | 77:90    |
| Mi. 3. Juli 2024 | Dominikanische Republik | Griechenland            | 15:25 | 26:31 | 24:24 | 17:29 | —     | 82:109   |
| Do. 4. Juli 2024 | Griechenland            | Ägypten                 | 20:12 | 22:26 | 26:14 | 25:19 | —     | 93:71    |

##### Finalrunde
|  | Halbfinale    | Halbfinale   |              |          | Finale       | Finale       |
|  |               |              |              |          |              |              |
|  | 6. Juli 2024  |              |              |          |              |              |
|  | Griechenland  | 96           |              |          |              |              |
|  | Slowenien     | 68           |              |          | 7. Juli 2024 | 7. Juli 2024 |
|  |               |              | Griechenland | 80       |              |              |
|  | 6. Juli 2024  | 6. Juli 2024 |              | Kroatien | 69           |              |
|  | Dom. Republik | 77           |              |          |              |              |
|  | Kroatien      | 80           |              |          |              |              |
|  |               |              |              |          |              |              |

### Frauen
| Qualifikationswettbewerb       | Datum                    | Ort       | Plätze | Qualifizierte Teams |
| ------------------------------ | ------------------------ | --------- | ------ | ------------------- |
| Gastgeber                      | —                        | —         | 1      | Frankreich          |
| Weltmeisterschaft 2022         | 22. – 30. September 2022 | Sydney    | 1      | Vereinigte Staaten  |
| Olympia-Qualifikationsturniere | 8. – 11. Februar 2024    | Belém     | 3      | Australien          |
| Olympia-Qualifikationsturniere | 8. – 11. Februar 2024    | Belém     | 3      | Deutschland         |
| Olympia-Qualifikationsturniere | 8. – 11. Februar 2024    | Belém     | 3      | Serbien             |
| Olympia-Qualifikationsturniere | 8. – 11. Februar 2024    | Sopron    | 3      | Japan               |
| Olympia-Qualifikationsturniere | 8. – 11. Februar 2024    | Sopron    | 3      | Spanien             |
| Olympia-Qualifikationsturniere | 8. – 11. Februar 2024    | Sopron    | 3      | Kanada              |
| Olympia-Qualifikationsturniere | 8. – 11. Februar 2024    | Xi’an     | 2      | China               |
| Olympia-Qualifikationsturniere | 8. – 11. Februar 2024    | Xi’an     | 2      | Puerto Rico         |
| Olympia-Qualifikationsturniere | 8. – 11. Februar 2024    | Antwerpen | 2      | Belgien             |
| Olympia-Qualifikationsturniere | 8. – 11. Februar 2024    | Antwerpen | 2      | Nigeria             |
| Gesamt                         | Gesamt                   | Gesamt    | 12     | 12                  |

Neben dem Weltmeister aus den Vereinigten Staaten, konnten sich nach Abschluss der Europameisterschaft 2023 die folgenden Mannschaften für eins der vier Olympiaqualifikationsturniere qualifizieren. Weitere acht Teilnehmer neben den gesetzten Mannschaften wurden in den Vorqualifikationsturnieren ermittelt:
| Europa      | Asien / Ozeanien | Afrika      | Amerika            |
| ----------- | ---------------- | ----------- | ------------------ |
| Belgien     | China            | Nigeria     | Brasilien          |
| Spanien     | Japan            | Senegal     | Vereinigte Staaten |
| Frankreich  | Australien       |             | Kanada             |
| Ungarn      | Neuseeland       | Puerto Rico |                    |
| Serbien     |                  |             |                    |
| Deutschland |                  |             |                    |

#### Olympische Qualifikationsturniere

##### Xi’an, China
| Platz | Team        | Sp. | S | N | Körbe   | Punkte | Diff. |
| ----- | ----------- | --- | - | - | ------- | ------ | ----- |
| 1     | Frankreich  | 3   | 3 | 0 | 264:129 | 6      | +135  |
| 2     | China       | 3   | 2 | 1 | 249:198 | 5      | +51   |
| 3     | Puerto Rico | 3   | 1 | 2 | 178:260 | 4      | −82   |
| 4     | Neuseeland  | 3   | 0 | 3 | 153:257 | 3      | −104  |

| Datum                                             | Team 1      | Team 2      | 1. Q. | 2. Q. | 3. Q. | 4. Q. | Verl. | Ergebnis |
| ------------------------------------------------- | ----------- | ----------- | ----- | ----- | ----- | ----- | ----- | -------- |
| Do., 8. Februar 2024, 16:30 Uhr* (09:30 Uhr MEZ)  | Puerto Rico | Frankreich  | 6:15  | 7:22  | 9:31  | 18:20 | —     | 40:88    |
| Do., 8. Februar 2024, 19:00 Uhr* (12:00 Uhr MEZ)  | China       | Neuseeland  | 22:12 | 31:10 | 24:12 | 17:13 | —     | 94:47    |
| Sa., 10. Februar 2024, 16:30 Uhr* (09:30 Uhr MEZ) | Frankreich  | China       | 17:10 | 27:14 | 26:12 | 12:14 | —     | 82:50    |
| Sa., 10. Februar 2024, 19:00 Uhr* (12:00 Uhr MEZ) | Neuseeland  | Puerto Rico | 25:16 | 5:17  | 21:16 | 16:20 | —     | 67:69    |
| So., 11. Februar 2024, 16:30 Uhr* (09:30 Uhr MEZ) | Neuseeland  | Frankreich  | 9:28  | 8:33  | 10:19 | 12:14 | —     | 39:94    |
| So., 11. Februar 2024, 19:00 Uhr* (12:00 Uhr MEZ) | Puerto Rico | China       | 11:24 | 23:30 | 8:33  | 27:18 | —     | 69:105   |

##### Antwerpen, Belgien
| Platz | Team               | Sp. | S | N | Körbe   | Punkte | Diff. |
| ----- | ------------------ | --- | - | - | ------- | ------ | ----- |
| 1     | Vereinigte Staaten | 3   | 3 | 0 | 282:164 | 6      | +118  |
| 2     | Belgien            | 3   | 2 | 1 | 254:208 | 5      | +46   |
| 3     | Nigeria            | 3   | 1 | 2 | 179:243 | 4      | −64   |
| 4     | Senegal            | 3   | 0 | 3 | 170:270 | 3      | −100  |

| Datum                            | Team 1             | Team 2             | 1. Q. | 2. Q. | 3. Q. | 4. Q. | Verl. | Ergebnis |
| -------------------------------- | ------------------ | ------------------ | ----- | ----- | ----- | ----- | ----- | -------- |
| Do., 8. Februar 2024, 18:15 Uhr  | Senegal            | Nigeria            | 18:20 | 28:17 | 11:12 | 8:23  | —     | 65:72    |
| Do., 8. Februar 2024, 20:45 Uhr  | Vereinigte Staaten | Belgien            | 15:19 | 19:24 | 23:23 | 24:13 | —     | 81:79    |
| Fr., 9. Februar 2024, 18:15 Uhr  | Nigeria            | Vereinigte Staaten | 13:19 | 7:32  | 15:24 | 11:25 | —     | 46:100   |
| Fr., 9. Februar 2024, 20:45 Uhr  | Belgien            | Senegal            | 23:15 | 19:18 | 31:11 | 24:22 | —     | 97:66    |
| So., 11. Februar 2024, 16:45 Uhr | Belgien            | Nigeria            | 22:11 | 18:18 | 23:13 | 15:19 | —     | 78:61    |
| So., 11. Februar 2024, 19:15 Uhr | Senegal            | Vereinigte Staaten | 15:29 | 8:21  | 9:26  | 7:25  | —     | 39:101   |

##### Belém, Brasilien
| Platz | Team        | Sp. | S | N | Körbe   | Punkte | Diff. |
| ----- | ----------- | --- | - | - | ------- | ------ | ----- |
| 1     | Australien  | 3   | 3 | 0 | 220:180 | 6      | +40   |
| 2     | Deutschland | 3   | 2 | 1 | 198:222 | 5      | −24   |
| 3     | Serbien     | 3   | 1 | 2 | 211:213 | 4      | −2    |
| 4     | Brasilien   | 1   | 0 | 3 | 191:205 | 2      | −14   |

| Datum                                             | Team 1      | Team 2      | 1. Q. | 2. Q. | 3. Q. | 4. Q. | Verl. | Ergebnis |
| ------------------------------------------------- | ----------- | ----------- | ----- | ----- | ----- | ----- | ----- | -------- |
| Do., 8. Februar 2024, 17:00 Uhr* (21:00 Uhr MEZ)  | Deutschland | Serbien     | 19:12 | 17:9  | 17:25 | 20:20 | —     | 73:66    |
| Do., 8. Februar 2024, 20:00 Uhr* (00:00 Uhr MEZ)  | Brasilien   | Australien  | 16:19 | 7:14  | 24:16 | 8:11  | —     | 55:60    |
| Sa., 10. Februar 2024, 17:00 Uhr* (21:00 Uhr MEZ) | Australien  | Deutschland | 24:10 | 30:14 | 21:21 | 10:7  | —     | 85:52    |
| Sa., 10. Februar 2024, 20:00 Uhr* (00:00 Uhr MEZ) | Serbien     | Brasilien   | 23:20 | 16:18 | 17:16 | 16:11 | —     | 72:65    |
| So., 11. Februar 2024, 17:00 Uhr* (21:00 Uhr MEZ) | Serbien     | Australien  | 22:12 | 12:23 | 14:16 | 25:24 | —     | 73:75    |
| So., 11. Februar 2024, 20:00 Uhr* (00:00 Uhr MEZ) | Brasilien   | Deutschland | 14:19 | 21:20 | 19:18 | 17:16 | —     | 71:73    |

##### Sopron, Ungarn
| Platz | Team    | Sp. | S | N | Körbe   | Punkte | Diff. |
| ----- | ------- | --- | - | - | ------- | ------ | ----- |
| 1     | Japan   | 3   | 2 | 1 | 247:238 | 5      | +9    |
| 2     | Spanien | 3   | 2 | 1 | 208:213 | 5      | −5    |
| 3     | Kanada  | 3   | 1 | 2 | 204:201 | 4      | +3    |
| 4     | Ungarn  | 3   | 1 | 2 | 208:215 | 4      | −7    |

| Datum                            | Team 1  | Team 2  | 1. Q. | 2. Q. | 3. Q. | 4. Q. | Verl. | Ergebnis |
| -------------------------------- | ------- | ------- | ----- | ----- | ----- | ----- | ----- | -------- |
| Do., 8. Februar 2024, 16:30 Uhr  | Spanien | Japan   | 18:26 | 18:20 | 21:23 | 18:17 | —     | 75:86    |
| Do., 8. Februar 2024, 19:00 Uhr  | Ungarn  | Kanada  | 11:25 | 19:16 | 9:14  | 16:12 | —     | 55:67    |
| Fr., 9. Februar 2024, 15:30 Uhr  | Kanada  | Spanien | 12:16 | 13:20 | 23:9  | 7:15  | —     | 55:60    |
| Fr., 9. Februar 2024, 18:00 Uhr  | Japan   | Ungarn  | 22:13 | 10:19 | 16:21 | 27:28 | —     | 75:81    |
| So., 11. Februar 2024, 15:00 Uhr | Kanada  | Japan   | 20:20 | 26:30 | 21:20 | 15:16 | —     | 82:86    |
| So., 11. Februar 2024, 18:30 Uhr | Spanien | Ungarn  | 19:24 | 8:22  | 23:18 | 23:8  | —     | 73:72    |

## 3×3-Basketball

### Männer
| Qualifikationswettbewerb                          | Datum                | Gastgeber  | Plätze | Qualifizierte Teams |
| ------------------------------------------------- | -------------------- | ---------- | ------ | ------------------- |
| Gastgeber                                         | —                    | —          | 0      | —                   |
| FIBA-3×3-Weltrangliste                            | 1. November 2023     | —          | 3      | Serbien             |
| FIBA-3×3-Weltrangliste                            | 1. November 2023     | —          | 3      | Vereinigte Staaten  |
| FIBA-3×3-Weltrangliste                            | 1. November 2023     | —          | 3      | China               |
| FIBA Universality Olympic Qualifying Tournament 1 | 12. – 14. April 2024 | Hongkong   | 1      | Lettland            |
| FIBA Universality Olympic Qualifying Tournament 2 | 3. – 5. Mai 2024     | Utsunomiya | 1      | Niederlande         |
| FIBA Olympic Qualifying Tournament                | 16. – 19. Mai 2024   | Debrecen   | 3      | Litauen             |
| FIBA Olympic Qualifying Tournament                | 16. – 19. Mai 2024   | Debrecen   | 3      | Frankreich          |
| FIBA Olympic Qualifying Tournament                | 16. – 19. Mai 2024   | Debrecen   | 3      | Polen               |
| Gesamt                                            | Gesamt               | Gesamt     | 8      | 8                   |

### Frauen
| Qualifikationswettbewerb                          | Datum                | Gastgeber  | Plätze | Qualifizierte Teams |
| ------------------------------------------------- | -------------------- | ---------- | ------ | ------------------- |
| Gastgeber                                         | —                    | —          | 1      | Frankreich          |
| FIBA-3×3-Weltrangliste                            | 1. November 2023     | —          | 2      | China               |
| FIBA-3×3-Weltrangliste                            | 1. November 2023     | —          | 2      | Vereinigte Staaten  |
| FIBA Universality Olympic Qualifying Tournament 1 | 12. – 14. April 2024 | Hongkong   | 1      | Aserbaidschan       |
| FIBA Universality Olympic Qualifying Tournament 2 | 3. – 5. Mai 2024     | Utsunomiya | 1      | Australien          |
| FIBA Olympic Qualifying Tournament                | 16. – 19. Mai 2024   | Debrecen   | 3      | Deutschland         |
| FIBA Olympic Qualifying Tournament                | 16. – 19. Mai 2024   | Debrecen   | 3      | Spanien             |
| FIBA Olympic Qualifying Tournament                | 16. – 19. Mai 2024   | Debrecen   | 3      | Kanada              |
| Gesamt                                            | Gesamt               | Gesamt     | 8      | 8                   |